# Sphaerophysa (växtsläkte)
Sphaerophysa är ett släkte i familjen ärtväxter (Fabaceae). Det hör till underfamiljen Faboideae.